# Distretto di Luzhou
Il distretto di Luzhou (潞州区S, Lùzhōu QūP), o distretto di Cheng, è un distretto della Cina, situato nella provincia dello Shanxi e amministrato dalla prefettura di Changzhi.